# 張璁 (成化己丑進士)
張璁（1439年—？），字廷璧，浙江處州府麗水縣人，雲南平夷衛官籍。明朝政治人物。同進士出身。

## 生平
成化四年雲南鄉試第三十名举人。成化五年（1469年）乙丑科進士。成化年间由吏部郎中陞任江西南昌府知府。成化末，升任江西按察司副使，整飭會昌兵備。

## 家族
曾祖父張俊。祖父張斌，曾任千戶。父亲張榮，曾任衛鎮撫。